# Cristoforo Augusta
Pour les articles homonymes, voir Augusta.
Cristoforo Augusta ou Fra Cristoforo, (Casalmaggiore, v.1550 - Crémone, v.1600) est un peintre italien  actif au XVIe siècle à Crémone.

## Biographie
Cristoforo Augusta a été un élève de Giovanni Battista Trotti.
Il peignit au couvent des Dominicains de Crémone et mourut jeune.

## Œuvres
- Retable (1590), église san Domenico, Crémone[2].

## Sources
- (en) Cet article est partiellement ou en totalité issu de l’article de Wikipédia en anglais intitulé « Cristoforo Augusta » (voir la liste des auteurs).